# Silvervinda
Silvervinda (Convolvulus cneorum) är en vindeväxtart som beskrevs av Carl von Linné. Convolvulus cneorum ingår i släktet vindor, och familjen vindeväxter. Inga underarter finns listade i Catalogue of Life.

## Bildgalleri

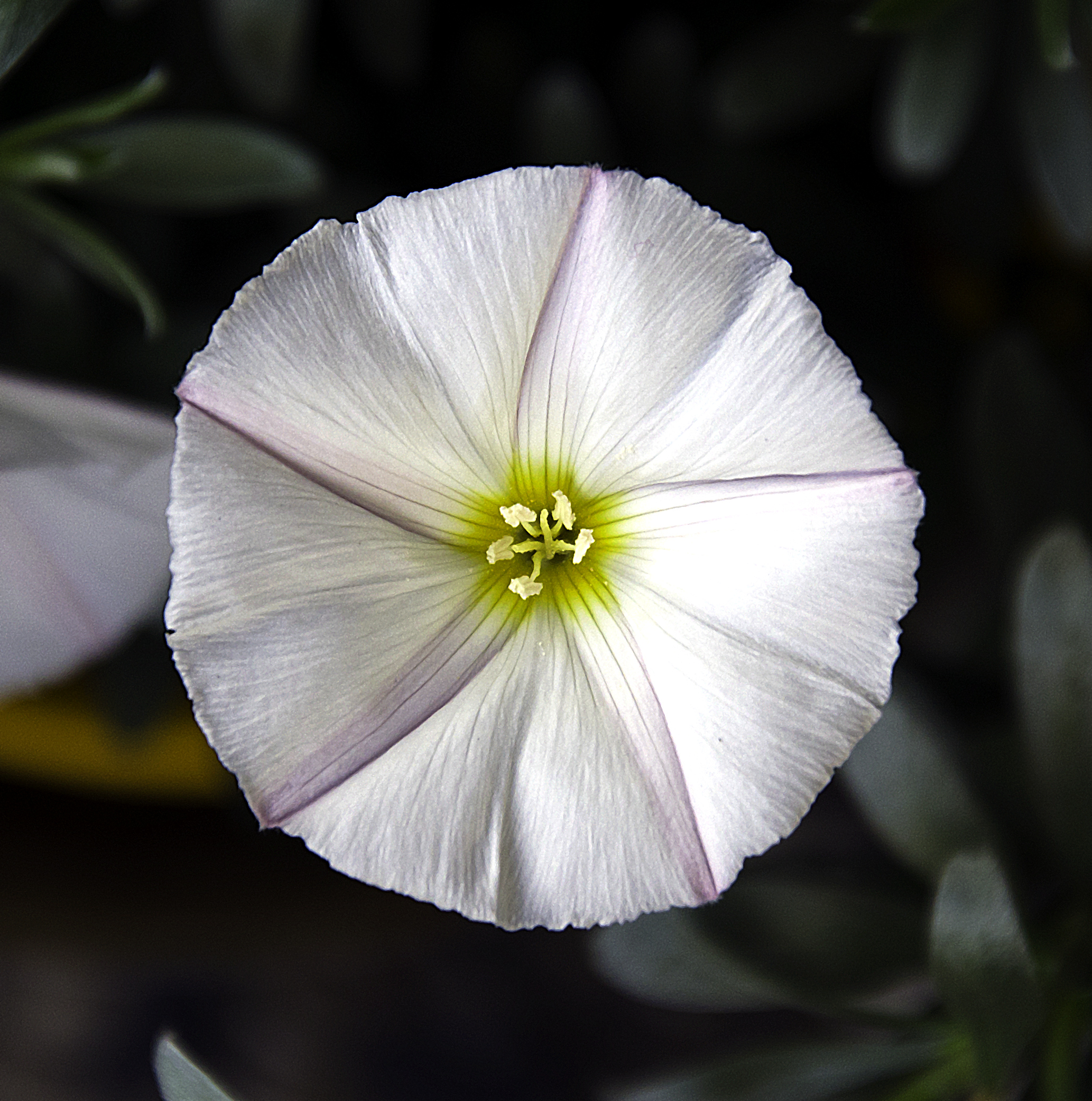
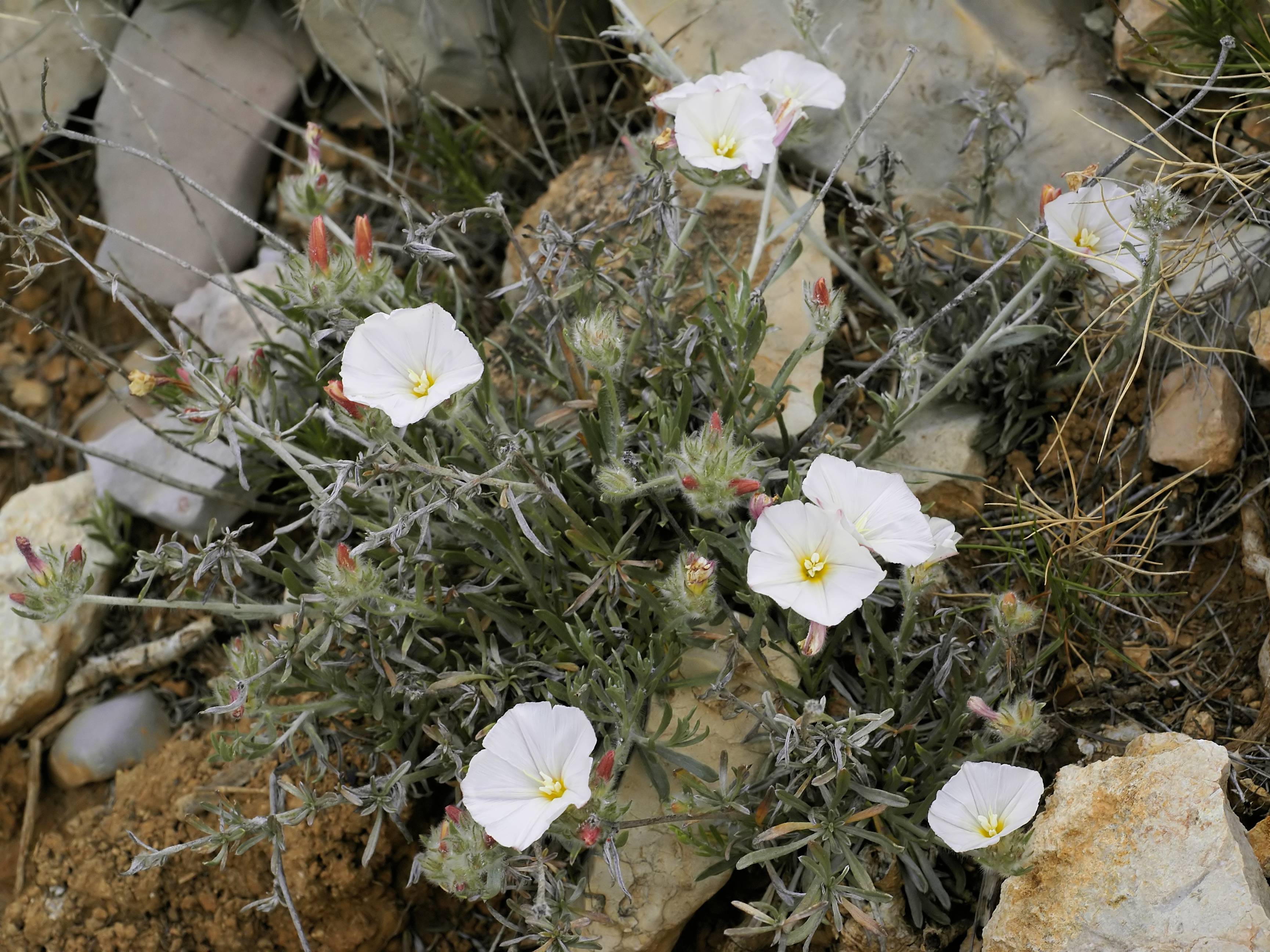
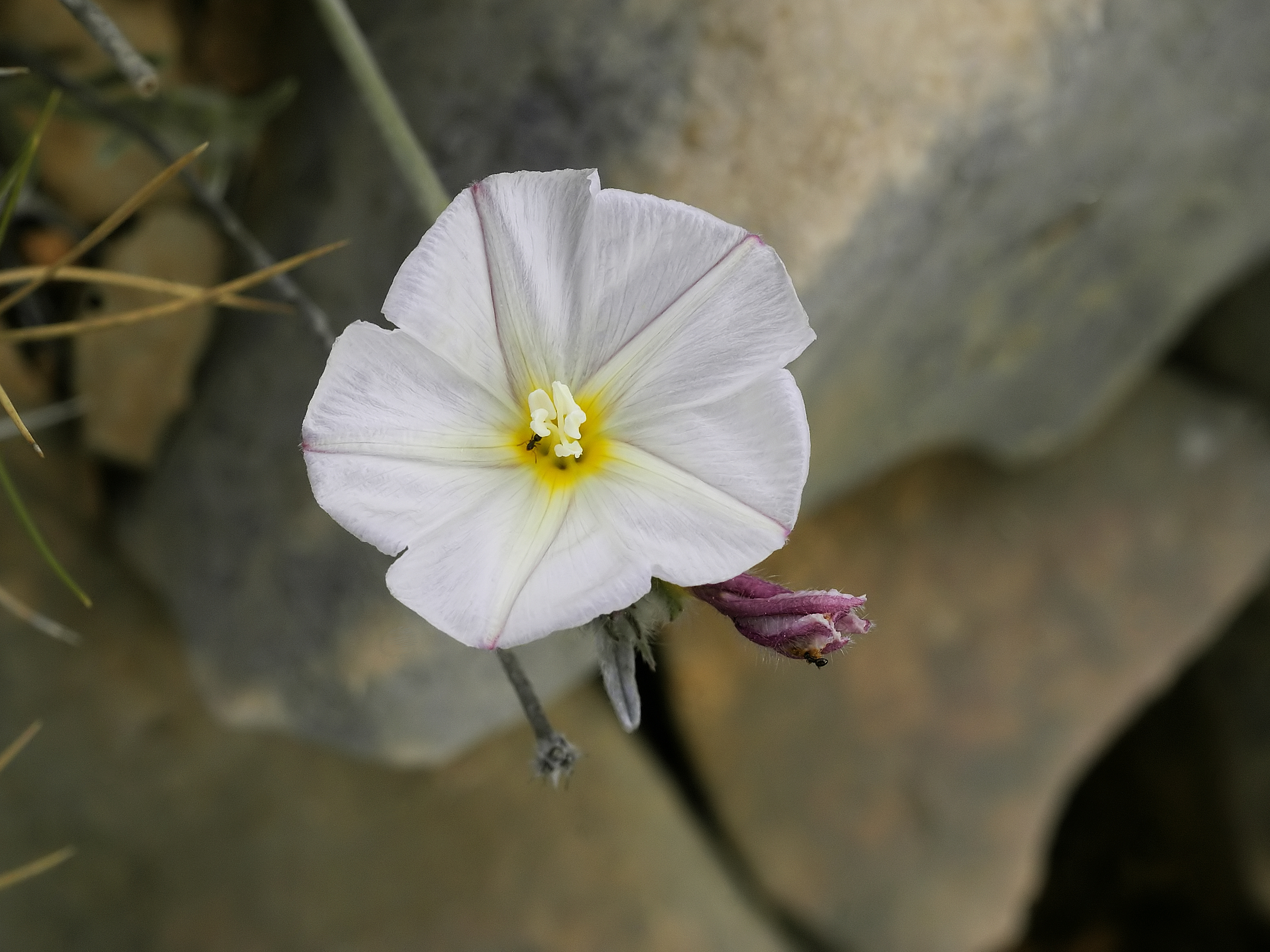
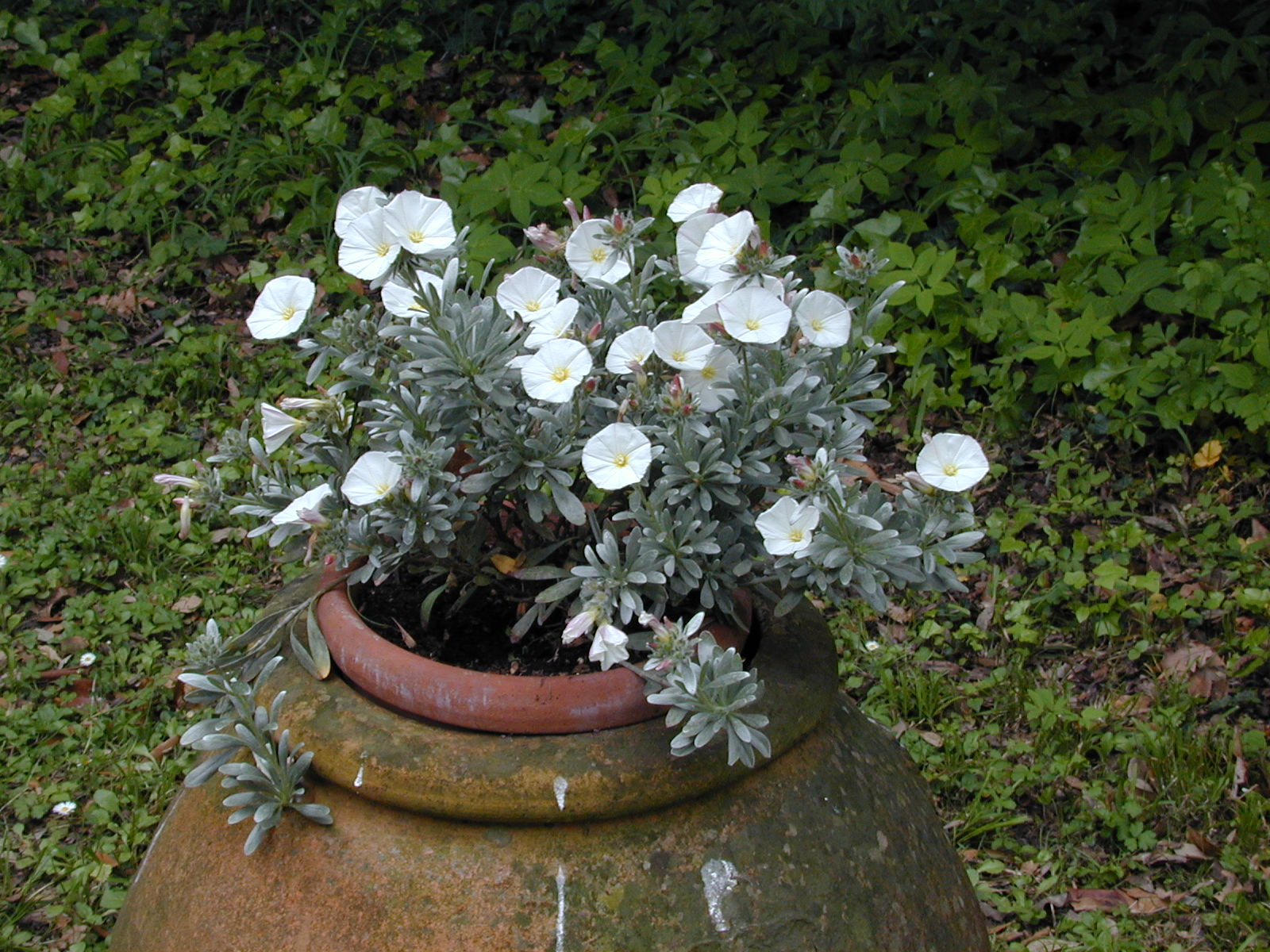
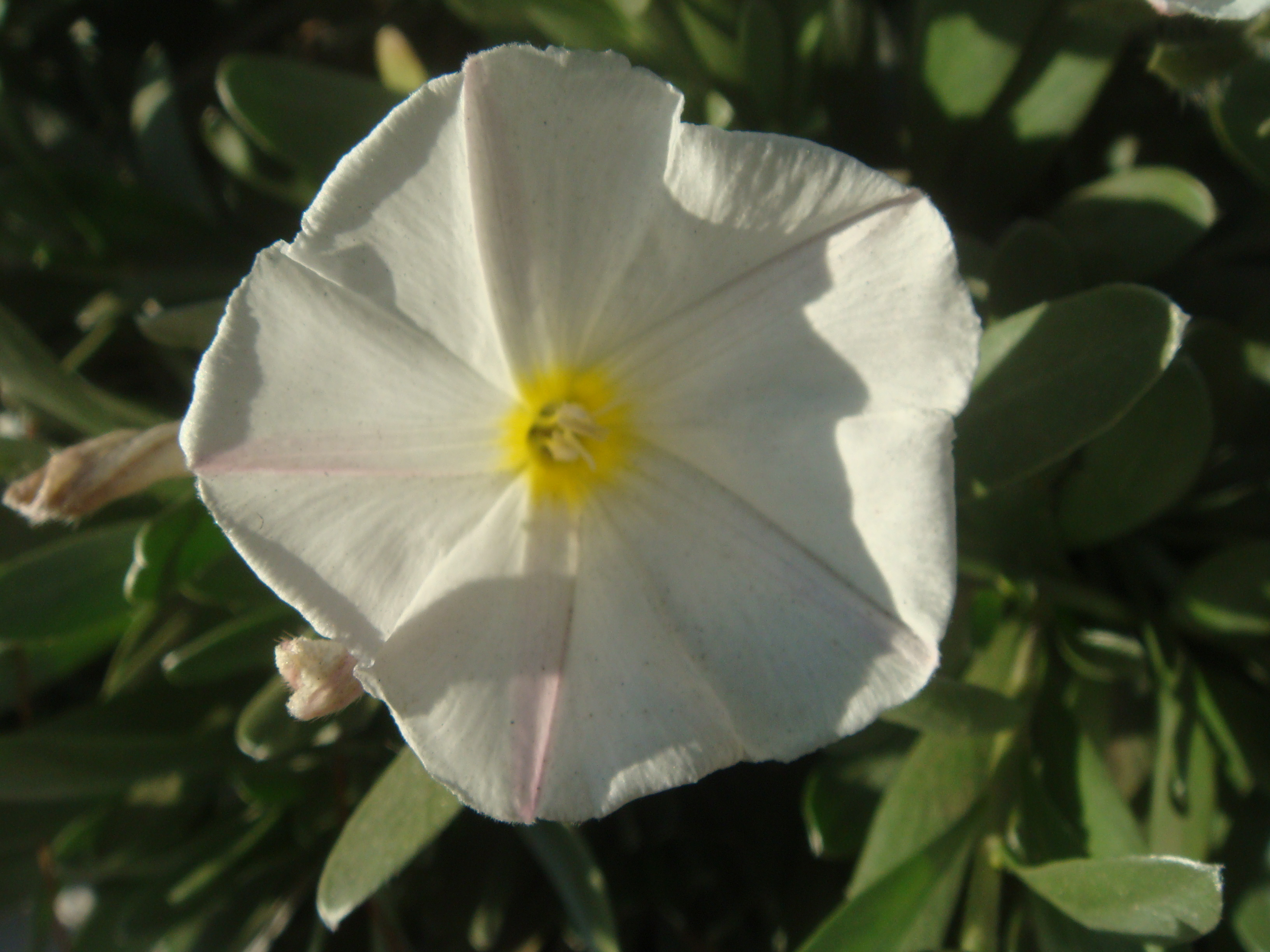
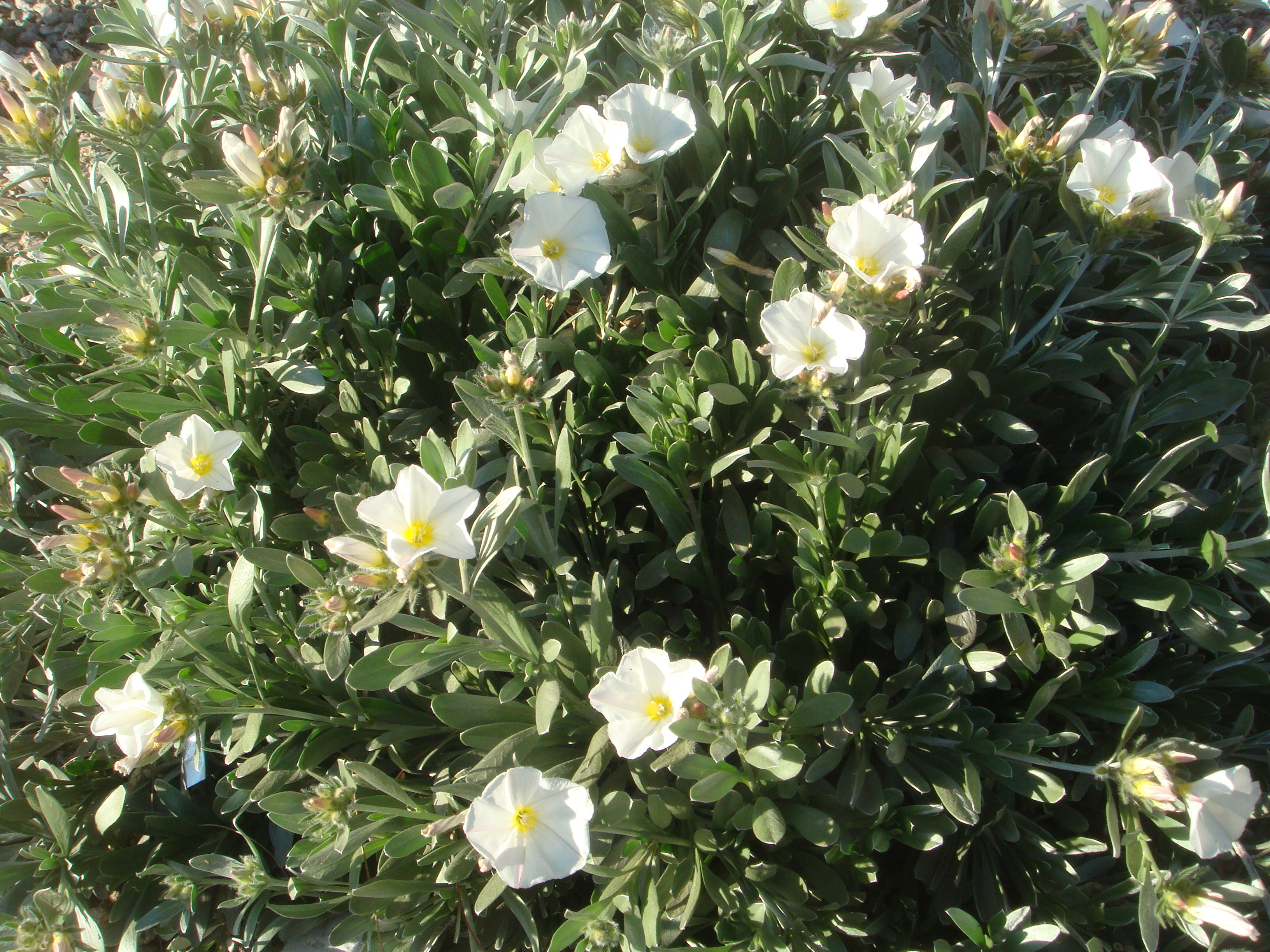